# Farragut (Tennessee)
Farragut és una població dels Estats Units a l'estat de Tennessee. Segons el cens del 2000 tenia 17.720 habitants.

## Demografia
Segons el cens del 2000, Farragut tenia 17.720 habitants, 6.333 habitatges, i 5.231 famílies. La densitat de població era de 425,2 habitants/km².
Dels 6.333 habitatges en un 39,4% hi vivien nens de menys de 18 anys, en un 76% hi vivien parelles casades, en un 5% dones solteres, i en un 17,4% no eren unitats familiars. En el 15,2% dels habitatges hi vivien persones soles el 5,5% de les quals corresponia a persones de 65 anys o més que vivien soles. El nombre mitjà de persones vivint en cada habitatge era de 2,76 i el nombre mitjà de persones que vivien en cada família era de 3,08.
Per edats la població es repartia de la següent manera: un 26,7% tenia menys de 18 anys, un 5,3% entre 18 i 24, un 24,4% entre 25 i 44, un 32,2% de 45 a 60 i un 11,4% 65 anys o més.
L'edat mediana era de 42 anys. Per cada 100 dones de 18 o més anys hi havia 94,4 homes.
La renda mediana per habitatge era de 82.726 $ i la renda mediana per família de 91.423 $. Els homes tenien una renda mediana de 70.873 $ mentre que les dones 34.955 $. La renda per capita de la població era de 35.830 $. Entorn del 2,6% de les famílies i el 2,9% de la població estaven per davall del llindar de pobresa.

## Poblacions més properes
El següent diagrama mostra les poblacions més properes.